# 街尾井
街尾井，位于中国广东省惠州市惠东县县城人民路，惠东县文物保护单位。始建于清乾隆年间，分为两口井，大的称“男井”，小的称“女井”。